# بينيتو إراولا دي خيسوس
بينيتو إراولا دي خيسوس (بالإنجليزية: Benito de Jesús)‏ هو موسيقي أمريكي، ولد في 1912 في Barceloneta, Puerto Rico ‏ في الولايات المتحدة، وتوفي في 2010 في Hato Rey ‏ في الولايات المتحدة.